# Machinima
Machinima（发音为/məˈʃiːnəmə/ 或 /məˈʃɪnəmə/），是machine cinema的混成詞。中文譯為機造影片、引擎電影、實機影片。

## 用來制作machinima的程序

### machinima專用軟件
雖然大部分machinima是由電子遊戲制作的，但也有一些專門設計用來制作machinima的非遊戲軟件，有：
- Antics3D（英语：Antics3D）
- iClone（英语：IClone）
- Moviestorm（英语：Moviestorm）
- VirtualStage
- ZenCub3d

### 電子遊戲
通常被用來制作machinima的遊戲有：
- 俠盜獵車手系列
- Minecraft（我的世界）
- 最後一戰
- 任天堂明星大亂鬥系列
- 電影夢工廠
- 模拟市民系列
- 雷神之錘系列
- 魔獸世界
- 半条命2
- 使命召唤4：現代戰爭
- 戰地風雲系列
- 第二人生
- 上古卷軸IV：湮沒
- 军团要塞2
- 蓋瑞模組
- 異塵餘生系列

## 中文界知名Machinima作品
- <AFK>PL@YERS作品系列
- 网瘾战争

## 電影節
- Machinima-Expo （页面存档备份，存于）